# Cruz de Mérito de Guerra
A Cruz de Mérito de Guerra (em alemão:  Kriegsverdienstkreuz) foi uma condecoração da Alemanha Nazista durante a Segunda Guerra Mundial, que podia ser concedida tanto aos militares quanto aos civis. Foi reeditada em 1957 pela Bundeswehr (forças armadas da Alemanha) numa versão não nazista para veteranos.
- Cavaleiros em ouro - sem espadas
- 1ª Classe - com espadas
- 1ª Classe - sem espadas
- 2ª  Classe - com espadas
- 2ª  Classe - sem espadas
- Medalha